# Ex Caserma Pastrengo

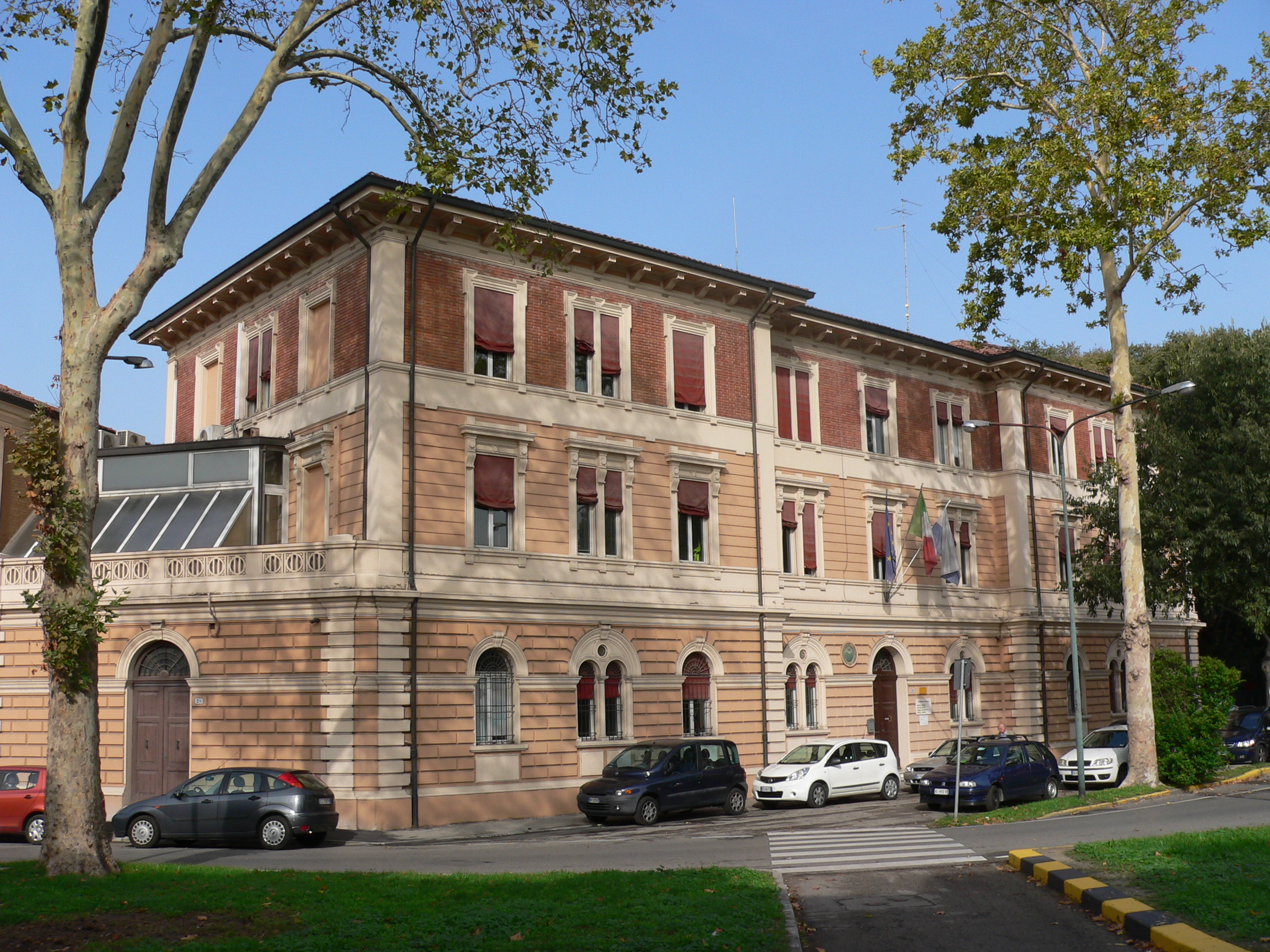
Fassade der ehemaligen Caserma Pastrengo

Die ehemalige Caserma Pastrengo (dt.: Pastrengo-Kaserne) ist ein Gebäude aus dem Ende der 1920er-Jahre in Ferrara in der italienischen Region Emilia-Romagna. Es liegt am Corso Isonzo 28.

## Namensgebung
Die Kaserne lag im damaligen Stadtviertel Giardino und erhielt den Namen „Pastrengo“ zu Ehren eines Ortes in der Provinz Verona, in dem eine berühmte Schlacht im ersten italienischen Unabhängigkeitskrieg (1848) stattfand.

## Geschichte
Das Gebäude wurde zwischen 1925 und 1926 unter Leitung des Bauingenieurs Virgilio Coltro errichtet und diente als Kaserne für die Carabinieri. Seit den letzten Jahren des 20. Jahrhunderts sind dort Büros der Provinzverwaltung Ferrara untergebracht.

## Beschreibung
Der Bau zeigt eine eher nüchterne und nicht herausragende Architektur; seine Fassade erinnert an Elemente der Neurenaissance: Der Haupteingang erscheint zwischen den beiden seitlichen Bauelementen versunken, die ihrerseits aus dem Baukörper hervortreten. Die Fenster sind in drei präzisen Gruppen angeordnet, deren äußere ockerfarbig verziert sind.